# پرااخترماهی آرتورس
پرااخترماهی آرتورس (نام علمی: Paragalaxias mesotes) نام یک گونه از سرده پرااخترماهی‌ها است.